# Cirilo Roa
Cirilo Roa war ein mexikanischer Fußballtorwart, der nachweislich zwischen 1910 und 1916 für den CF México spielte, aber nicht zur Meistermannschaft der Saison 1912/13 gehörte.

## Biografie
Cirilo Roa war von kräftiger Statur und im Hauptberuf Maurer.
Er gehörte zur ersten Mannschaft des 1910 gegründeten CF México, der in der Saison 1912/13 erstmals am Ligawettbewerb teilnahm und auf Anhieb Meister wurde. Wie in den Vorjahren, galt Cirilo Roa auch zu Saisonbeginn 1912/13 als Stammtorwart. Als Ersatzmann für ihn war Sabino Morales verpflichtet worden. Doch dann verpflichtete der Verein Bartolomé Vargas Lugo und nominierte ihn fürs Tor. Daraufhin verließ Cirilo Roa den Verein und war daher nicht am größten Erfolg der Vereinsgeschichte, dem einzigen Meistertitel des CF México, beteiligt. Nach Saisonende 1912/13 verließ Vargas Lugo den Verein, um an den Kämpfen der mexikanischen Revolution teilzunehmen. Unmittelbar nach seinem Weggang kehrte Cirilo Roa in die Mannschaft zurück und wurde im Lauf der folgenden Jahre zu einer echten Legende, um die sich bald zahlreiche Mythen rankten.
Gründe für seine exponierte Position waren seine schillernde Persönlichkeit und seine halsbrecherischen Aktionen. Für Aufsehen sorgte auch die Tatsache, dass er das Spielfeld regelmäßig mit einem Krug Pulque betrat, den er während des Spiels zu trinken pflegte. Ferner wurde Roa für seine Aufrichtigkeit geschätzt. Überliefert ist eine Anekdote aus einem Meisterschaftsspiel zwischen dem Club México und dem Club España, als sich nach einem gewaltigen Schuss des spanischen Torjägers Lázaro Ibarreche eine Diskussion darüber entfachte, ob der Ball im Tor war oder nicht. Damals hatten die Tore noch keine Netze und der Ball flog so schnell, dass der Schiedsrichter nicht erkennen konnte, ob der Ball im Tor war oder vorbeigeflogen ist. Daher appellierte der Schiedsrichter an die Ehrlichkeit von Roa, der, ohne zu zögern, bestätigte, dass der Ball tatsächlich im Tor gelandet ist. Seine Aufrichtigkeit hatte zur Folge, dass seine Mannschaft das Spiel verlor.